# Wegen in België
Wegen in België kunnen worden ingedeeld naar beheerder (landelijk, regionaal, gewest of gemeente). Ook kunnen de wegen worden ingedeeld naar type verbindingsweg (primaire of secundaire wegennet). In het Vlaamse gewest werd de functie van een weg vastgelegd in het Ruimtelijk Structuurplan Vlaanderen. Hier zijn vier niveaus voorzien: hoofdweg (autosnelweg), primaire weg, secundaire weg en lokale weg.
Hieronder een overzicht naar wegbeheerder.

## Landelijk en regionaal: N-weg
N-wegen in België zijn secundaire wegen. Dit zijn belangrijke verbindingswegen op landelijk en regionaal niveau, die geen autosnelweg zijn. Ze worden beheerd door de gewesten of gemeenten (voorheen ook door de provincies). De trajecten tussen de centra vallen vaak onder de bevoegdheid van de gewesten; binnen de centra worden soms stukken door de gemeenten beheerd. Lokaal dragen veel van deze wegen een normale straatnaam, zoals Rijksweg, Grote Weg, of steenweg. Deze naamgeving kan variëren naargelang gemeente. De N-wegen worden echter ook geïdentificeerd door een uniek N-nummer. De huidige nummering werd halverwege de jaren 80 doorgevoerd. Toen waren deze wegen nog 'nationale wegen', vandaar de kenletter N.

## Gewestweg
Een gewestweg is een weg die wordt aangelegd, onderhouden en beheerd in opdracht van een van de drie Belgische gewesten.
Binnen het Vlaams Gewest is het Agentschap Wegen en Verkeer (AWV) van het Vlaams ministerie van Mobiliteit en Openbare Werken verantwoordelijk voor 6288 kilometer gewestweg (waarvan 916 kilometer autosnelweg en 420 kilometer op- en afritten). In het Waals Gewest is Direction générale des Autoroutes et des Routes (DG1) van het Waals Ministerie van Uitrusting en Vervoer verantwoordelijk voor 6944 kilometer gewestweg (waarvan 874 kilometer autosnelweg).

## Gemeenteweg
Een gemeenteweg is een weg die beheerd wordt door een van 589 Belgische gemeenten. In 2002 lagen er in België 133.340 kilometer gemeentewegen (waarvan 100.950 kilometer verhard).
Een bijzondere gemeenteweg is de buurtweg. Een buurtweg is over het algemeen een smal pad op het platteland dat vooral door voetgangers en fietsers wordt gebruikt.
Alle buurtwegen zijn genummerd en vastgelegd in de Atlas der Buurtwegen als onderdeel van de op 10 april 1841 bekrachtigde wet op de buurtwegen. Buurtwegen zijn soms privaat eigendom, maar worden wel altijd door de gemeente beheerd. De wijzigingen van de weg legt de gemeenteraad voor aan het provinciebestuur.